# پسر میهن (فیلم ۱۹۴۱)
پسر میهن فیلم کوتاهی به کارگردانی آقارضا قلی‌اف و محصول سال ۱۹۴۱ است.